# Сонячне (Тульчинський район)
Со́нячне (колишні назви: Княже, Княжопіль, Радянське) — село в Україні, у Крижопільській селищній громаді Тульчинського району Вінницької області. У межах селищної громади належить до Голубецького старостинського округу. До 2020 року входило до складу Крижопільського району Вінницької області та підпорядковувалося Голубецькій сільській раді. За даними на 2024 рік, населення села становило 96 жителів.
До XVIII століття містечко Княже (нині село Сонячне) було власністю родини Четвертинських, з XVIII століття до початку XX століття — родини Грохольських. Наприкінці XIX та на початку XX століття Княже входило до Ямпільського повіту Подільської губернії. Поруч із містечком Княже знаходилося село Княже (нині село Княжа Криниця).
У 1923 році містечко Княже було перейменоване на Радянське і включене до складу Крижопільського району. Станом на 1946 рік населений пункт не значився на обліку. У 1957 році включений до обліку як селище Радянське. Станом на 1967 рік Радянське було перейменоване на Сонячне і станом на 1972 рік мало статус села.

## Географія
Станом на 2024 рік село займало площу 0,25 км² (25 га).
За описом 1883 року, Княже (Княжопіль) було малим містечком, що знаходилося поблизу одесько-київської залізниці, у рівнинній місцевості із чорноземними ґрунтами. За описом 1893 року, містечко Княжопіль (Княжі Корчми) знаходилося за 54 версти від повітового міста Ямпіль і за 19 верст від волосного центру Тиманівки. Найближчою поштовою та залізничною станцією був Крижопіль (4 версти), найближчою земською станцією — Тиманівка (19 верст).

## Назва
До 1923 року населений пункт мав назви Княже (Kniaże), Княжопіль (Kniażpol або Kniażopol), Княжі Корчми, Княже-Тиманівка. У 1923 році перейменований на Радянське. Станом на 1967 рік Радянське було перейменоване на Сонячне.

## Адміністративна належність
У результаті адміністративно-територіальної реформи в Україні у 2020 році село Сонячне увійшло до Крижопільської селищної громади в складі Тульчинського району Вінницької області. У 2021 році село Сонячне також увійшло до Голубецького старостинського округу (із центром у селі Голубече), створеного в межах Крижопільської селищної громади.

### Історичні дані
- У Російській імперії станом на 1883—1905 роки містечко Княже (Княжопіль) належало до Тиманівської волості Ямпільського повіту Подільської губернії[3][4][5], згодом — до Княжівської волості того ж повіту[7].
- 7 (20) листопада 1917 року, відповідно до Третього Універсалу Української Центральної Ради, увійшло до складу Української Народної Республіки[21].
- В Українській СРР містечко Княже було перейменоване на Радянське і включене до Крижопільського району[7], створеного в 1923 році. Крижопільський район з 1923 до 1930 року входив до Тульчинської округи, у червні 1930 року — приєднаний до Вінницької округи, у вересні 1930 року — переведений у пряме підпорядкування Української СРР, з 1932 року — включений до складу новоствореної Вінницької області[22].
- Під час румунської окупації (1941—1944) Крижопільський район (Raionul Crijopol) було включено до Жугастрівського повіту (Județul Jugastru) губернаторства Трансністрія[23], що знаходилося під тимчасовою румунською цивільною управою.
- Станом на 1946 рік населений пункт не значився на обліку[24]. У 1957 році включений до обліку як селище Радянське[25]. Станом на 1967 рік Радянське було перейменоване на Сонячне та станом на 1972 рік мало статус села[17][18]. У подальший період до 2020 року cело Сонячне залишалося в складі Крижопільського району Вінницької області та підпорядковувалося Голубецькій сільській раді[18].

## Історія

### У складі Речі Посполитої
За описом Антоні Урбанського, містечко Княжопіль з XVI століття належало родині Четвертинських, з XVIII століття — перейшло у власність родини Грохольських. У 1787 році Княжопіль отримав від короля Станіслава-Августа дозвіл на запровадження в ньому 11 ярмарків.

### У складі Російської імперії
У 1840 році поміщик граф Грохольський відкрив тут винокурний завод. У 1870 році в 4 верстах від містечка було відкрито залізничну станцію Крижопіль Києво-Балтської залізниці. На початку 1880-х років у Княжополі було 150 будинків, три крамниці і 10 ремісників; щотижня по четвергах проводилися базари. Кількість базарних днів становила 52 на рік. Площа селянських земель складала 1061 десятину, поміщицьких — 2511 десятин.
За даними на 1898 рік, містечко Княжопіль, разом із селами Андріашівка, Княже (нині Княжа Криниця), Мала Кісниця (нині Кісниця) та присілком Антонова, належало графу Тадеушу (Фаддею) Грохольському, який проживав у містечку Стрижавка. Загальна площа маєтку становила 2582 десятини 767 сажнів землі, зокрема: садибної — 56 десятин 2149 сажнів, орної — 1310 десятин 2174 сажні, лісу — 1144 десятини 426 сажнів. Управління маєтком здійснював дворянин Владислав Девоббе. За даними на 1905 рік, у містечку Княжопіль діяли 2 єврейські молитовні школи, міщанське управління, урядницький пункт; 3 заїжджі двори.

### Визвольні змагання
Див. також: Крижопіль § Визвольні змагання та Бої за станцію Крижопіль (1920)
У 1919—1920 роках на території залізничної станції Крижопіль (в 4 верстах від містечка) та на навколишніх землях відбувалися бойові дії між союзницькими військами УНР і Галицької армії та військами РСЧА і ЗСПР. Зокрема, 5 травня 1920 року поблизу Княжопіля проходила лінія фронту ст. Княжопіль — Гарячківка — Джугастра — по річці Марківка — Вербка — м. Ямпіль між Армією УНР та 41-ю стрілецькою дивізією РСЧА. У червні 1920 року, під час польсько-радянської війни, через Княжопіль проходила лінія фронту Чоботарка (нині Заболотне) — Княжопіль — Голубече — Джугастра — річка Марківка.

## Єврейська громада
Євреї, які проживали в Княжому, згадуються в історичних документах, починаючи з XVIII століття. У 1765 році тут було 4 євреї, приписаних до громади Комаргорода, в 1791 році — 11 осіб, приписаних до громади Томашполя. У 1852 році в Княжому було 5 євреїв-ремісників. У 1853 році в містечку діяла одна молитовна школа, що мала 198 парафіян; громада користувалася послугами рабина Томашполя. У 1889 році серед 560 жителів 98 % складали євреї. У 1897 році чисельність єврейської громади становила 1040 осіб (95 % населення).
На початку XX століття єврейська громада Княже утримувала 2 молитовні будинки. З 1902 року рабином був р. Авраам Марковський (нар. 1873). Євреям належали 3 бакалійні та 3 борошняні крамниці, а також виробництво плетених виробів із соломи. З появою і розвитком при найближчій залізничній станції містечка Крижопіль багато євреїв із Княжого переселилися туди. До початку Другої світової війни в Княжому майже не залишалося євреїв.

## Населення

### Чисельність
- За даними на 1864 рік, у містечку Княже-Тиманівка (Княжопіль) було 218 жителів[8].
- За даними на 1885 рік, у містечку Княжопіль було 142 двори та 1071 житель[9].
- За даними на 1889 рік, у містечку Княже-Тиманівка було 52 двори та 560 жителів[13].
- За даними на 1893 рік, у містечку Княжопіль (Княжі Корчми) було 133 двори та 932 жителі[4].
- За переписом 1897 року в містечку Княже-Тиманівка було 1094 жителів[14].
- За даними на 1905 рік, у містечку Княже було 99 дворів та 477 жителів[5].
- За даними на 1925 рік, у містечку Радянське було 103 господарства і 438 жителів[7].
- За переписом 1989 року постійне населення села Сонячне становило 145 жителів. Наявне населення становило 144 жителі[41].
- За переписом 2001 року постійне населення села Сонячне становило 135 жителів. Наявне населення також становило 135 жителів[42][43].
- За даними на 1 січня 2024 року, населення села Сонячне становило 96 жителів[1].

|         | 1864 рік | 1885 рік | 1889 рік | 1893 рік | 1897 рік | 1905 рік | 1925 рік | 1989 рік | 2001 рік | 2024 рік |
| ------- | -------- | -------- | -------- | -------- | -------- | -------- | -------- | -------- | -------- | -------- |
| Жителів | 218      | 1071     | 560      | 932      | 1094     | 477      | 438      | 145      | 135      | 96       |
| Дворів  | —        | 142      | 52       | 133      | —        | 99       | 103      | —        | —        | —        |

### За статтю та віком
- За переписом 1897 року в містечку Княже-Тиманівка серед 1094 жителів було 518 чоловіків (47,35 %) та 576 жінок (52,65 %)[14].
- За переписом 1989 року в селі Сонячне серед 145 жителів постійного населення було 60 чоловіків (41,38 %) та 85 жінок (58,62 %). Серед 144 жителів наявного населення було 60 чоловіків (41,67 %) та 84 жінки (58,33 %)[41].
- За даними на 2024 рік, у селі Сонячне серед 96 жителів було зареєстровано 34 чоловіки (35,42 %; з них 4 чоловіки 18—26 років та 18 чоловіків 27—59 років), 44 жінки (45,83 %), 16 дітей до 14 років (16,67 %) і 2 дітей 14—17 років (2,08 %)[1].

| Зареєстровано всього | Чоловіків | Чоловіків | Чоловіків | Чоловіків | Жінок | Жінок | Дітей до 14 років | Дітей до 14 років | Дітей 14—17 років | Дітей 14—17 років |
| Зареєстровано всього | Всього    | %         | 18—26     | 27—59     | осіб  | %     | осіб              | %                 | осіб              | %                 |
| -------------------- | --------- | --------- | --------- | --------- | ----- | ----- | ----------------- | ----------------- | ----------------- | ----------------- |
| 96                   | 34        | 35        | 4         | 18        | 44    | 46    | 16                | 17                | 2                 | 2                 |

### За мовою
- За переписом 2001 року в селі Сонячне серед 135 жителів постійного населення 134 людей (99,26 %) вказали рідною мовою українську, 1 людина (0,74 %) — російську[42][44].

| Мова       | Кількість | Відсоток |
| ---------- | --------- | -------- |
| українська | 134       | 99,26 %  |
| російська  | 1         | 0,74 %   |
| Усього     | 135       | 100 %    |

### За релігією
- За даними на 1889 рік, у містечку Княже-Тиманівка серед 560 жителів 98 % складали євреї[13].
- За переписом 1897 року в містечку Княже-Тиманівка серед 1094 жителів 1040 жителів (95,06 %) були юдеями[14].

## Економіка
Станом на 2024 рік у селі Сонячне було зареєстровано 5 сільськогосподарських підприємств (з них 4 фермерських господарства).

## Транспорт
Через село Сонячне проходить територіальна автомобільна дорога Т 0233 Вапнярка — Крижопіль — Піщанка — КПП «Загнітків».

## Відомі люди
- Моше Глазер (нар. 1892) — письменник і поет, писав на їдиші. Народився в Княжому, з 1910 року жив у Крижополі[47].
- Чолинець Дмитро Михайлович (1991—2022) — старший солдат, військовослужбовець 110-ї окремої механізованої бригади Корпусу резерву (в/ч А7038). Житель Сонячного, уродженець села Кринички Городківської громади. Загинув під час російсько-української війни 26 квітня 2022 року під час виконання бойового завдання поблизу населеного пункту Новоселівка Донецької області[48].